# Malcolm Braly
Pour les articles homonymes, voir Braly.
Malcolm Braly, né le 16 juillet 1925 (ou 25 juillet, selon certains sources) à Portland dans l’Oregon et mort le 7 avril 1980, est un écrivain américain de roman policier.

## Biographie
Le thème privilégié de ses romans est la prison. Dès son premier roman, Felony Tank, publié en 1961, il raconte l’histoire d’un jeune garçon incarcéré dans une prison pour adultes, qui s’en évade, est repris et choisit alors de se réhabiliter.  It’s Cold Out There décrit le retour à la liberté pour un prisonnier libéré de prison qui ne reconnaît plus rien au monde qu’il a quitté pendant vingt ans.
Shake Him He Rattles, situé à San Francisco, relate la traque d’un jazzman par un flic sadique qui veut le compromettre pour consommation de drogue. The Protector se veut une réflexion sur l’autodéfense. À New York, les locataires d’une résidence engagent un ancien de la guerre du Viêt Nam comme vigile et se retrouvent sous son influence. Dans Polar no 15, Claude Benoît le qualifie comme « l’un des romans les plus rigoureux écrits sur le sujet ».

## Œuvre
- Felony Tank, 1961
- Shake Him He Rattles, 1963  Publié en français sous le titre La neige était noire, Série noire no 937, 1965
- It’s Cold Out There, 1966  Publié en français sous le titre Un temps de chien, Série noire no 1148, 1967
- On the Yard, 1967
- The Master, 1973 (novélisation)
- False Starts: A Memoir of San Quentin and Other Prisons, 1976
- The Protector, 1979  Publié en français sous le titre La rue devient folle, Série noire no 1792, 1980

## Filmographie
- Braly adapte son propre roman On the Yard en 1978 : On the Yard, film réalisé par Raphael D. Silver.
- En 1984, The Protector est adapté à la télévision dans un téléfilm ayant pour titre The Guardian (Le Dernier Rempart), réalisé par David Greene.

## Prix et récompenses
- Son premier roman, Felony Tank, est nommé pour le prix Edgar-Allan-Poe du meilleur premier roman en 1962[2].
- En France, il reçoit deux prix :
  - le trophée 813 de la meilleure réédition en 1983 pour La neige était noire[3] ;
  - le prix Mystère de la critique 1981 du meilleur roman étranger pour La rue devient folle[4].

## Sources
- Claude Mesplède (dir.), Dictionnaire des littératures policières, vol. 1 : A - I, Nantes, Joseph K, coll. « Temps noir », 2007, 1054 p. (ISBN 978-2-910686-44-4, OCLC 315873251), p. 288.
- Claude Mesplède, Les années "Série noire" : bibliographie critique d'une collection policière, vol. 2 : 1959-1966, Amiens, Editions Encrage, coll. « Travaux » (no 17), 1993 (ISBN 978-2-906389-43-4).
- Claude Mesplède, Les années "Série noire" : bibliographie critique d'une collection policière, vol. 3 : 1966-1972, Amiens, Editions Encrage, coll. « Travaux / 22 », 1994, 4 p. (ISBN 978-2-906389-53-3).
- Claude Mesplède, Les années "Série noire" bibliographie critique d'une collection policière, t. 4 : 1972-1982, Amiens, Encrage, coll. « Travaux » (no 25), 1995, 318 p. (ISBN 978-2-906389-63-2).
- Claude Mesplède et Jean-Jacques Schleret, SN, voyage au bout de la Noire : inventaire de 732 auteurs et de leurs œuvres publiés en séries Noire et Blème : suivi d'une filmographie complète, Paris, Futuropolis, 1982, 476 p. (OCLC 11972030), p. 41.
- Allen J. Huben, Crime Fiction IV - A Comprehensive Bibliography 1749-2000, Volume 1, page 180